# (7345) Хэппер
(7345) Хэппер (лат. Happer) — астероид, относящийся к группе астероидов пересекающих орбиту Марса. Он был открыт 28 июля 1992 года американским астрономом Робертом Макнотом в обсерватории Сайдинг-Спринг и назван в честь персонажа фильма «Местный герой», которого сыграл Берт Ланкастер.

Орбита астероида Хэппер и его положение в Солнечной системе